# Parafia Świętej Trójcy w Siedlcach
Parafia Świętej Trójcy – parafia prawosławna w Siedlcach, w dekanacie Biała Podlaska diecezji lubelsko-chełmskiej.
Na terenie parafii funkcjonuje jedna cerkiew:
- cerkiew Świętej Trójcy w Siedlcach – parafialna

## Historia

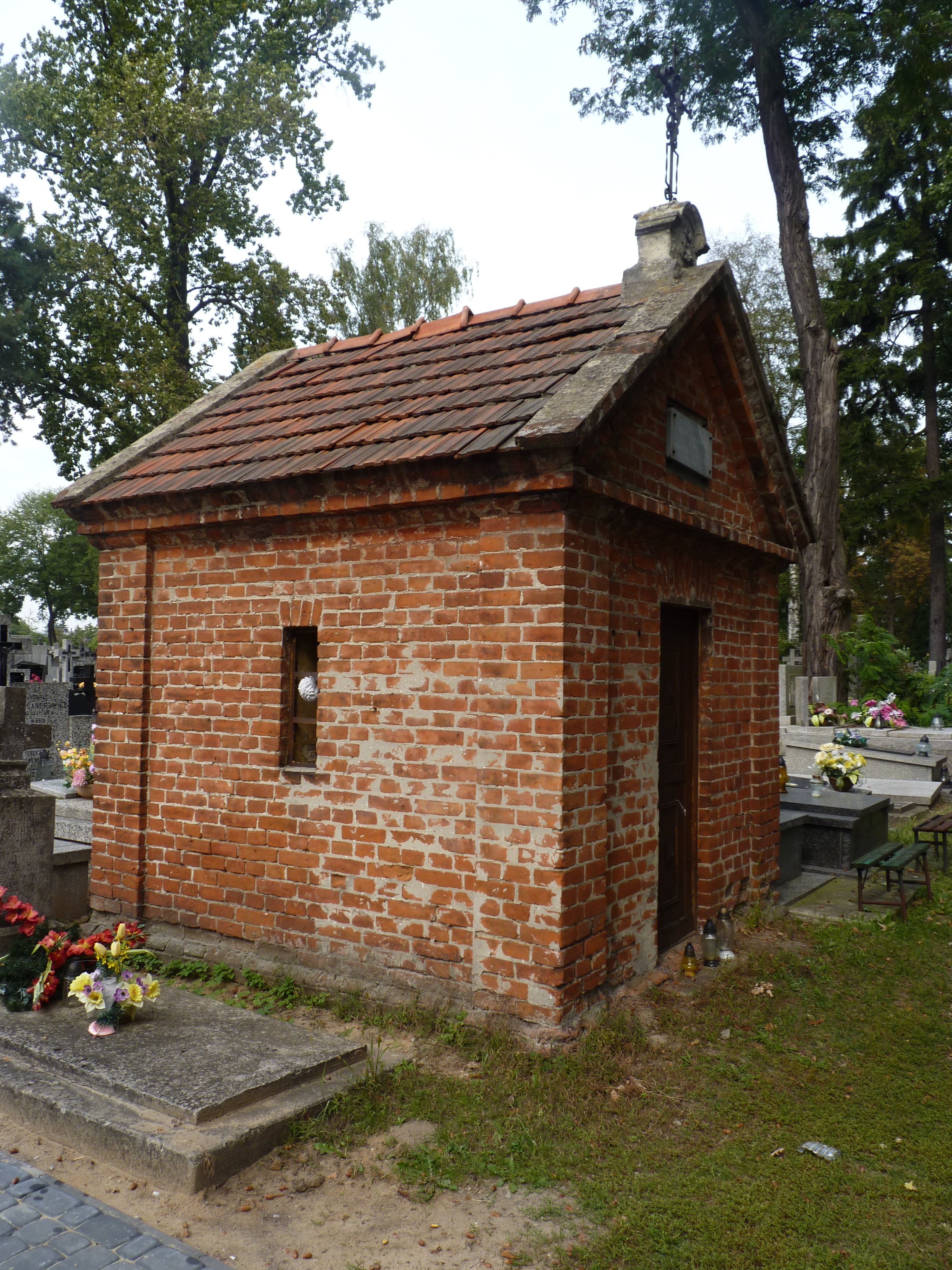
Prawosławna kaplica-grobowiec małżonków Charłamowiczów na Cmentarzu Centralnym w Siedlcach

Chociaż dzieje prawosławia w Siedlcach sięgają XIV wieku (w owym czasie istniała tam wspólnota należąca do parafii w Drohiczynie), to pierwszą cerkiew otwarto dopiero w 1837. Była to prowizoryczna świątynia (pod wezwaniem św. Spirydona) mieszcząca się w budynku szpitala wojskowego i służyła głównie żołnierzom; dopiero ok. 1857 przekazano ją na potrzeby ludności cywilnej. Po upadku powstania styczniowego, kiedy liczba prawosławnych w Siedlcach wzrosła do kilkuset, władze carskie postanowiły wznieść wolnostojącą cerkiew, mogącą pomieścić 700 osób. Świątynię – pod wezwaniem Świętego Ducha – zbudowano w latach 1868–1870. Była to okazała, pięciokopułowa budowla, z bardzo bogatym wyposażeniem wnętrza. Obok cerkwi wzniesiono dzwonnicę z 11 dzwonami. W 1900 w mieście zbudowano drugą wolnostojącą cerkiew, przy obecnej ulicy Trzeciego Maja.
Po odzyskaniu przez Polskę niepodległości społeczność prawosławna w Siedlcach utraciła obydwie świątynie. Cerkiew Świętego Ducha zaadaptowano – po przebudowie – na rzymskokatolicki kościół garnizonowy, natomiast w drugiej urządzono liceum pedagogiczne. Wierni (w owym czasie ok. 200 osób) urządzili cerkiew domową u zbiegu ulic Jana Kilińskiego i Trzeciego Maja. W ostatnich latach przed wybuchem II wojny światowej proboszczem parafii siedleckiej został prawosławny kapelan wojskowy ks. Maksym Sandowicz (syn św. Maksyma Gorlickiego), który w czasie okupacji hitlerowskiej udzielał schronienia wielu osobom poszukiwanym przez Niemców. Cerkiew domowa uległa spaleniu w czasie działań wojennych w 1944.
Przygotowania do budowy nowej świątyni rozpoczęto w 1981, jednak mimo zgody władz miejskich czterokrotnie zmieniano lokalizację. Spowodowane to było nieprzychylnym stosunkiem części duchowieństwa rzymskokatolickiego do budowy cerkwi prawosławnej na terenie miasta. Ostatecznie budowę rozpoczęto w 1984, która trwała 6 lat. Świątynia – pod wezwaniem Świętej Trójcy – została konsekrowana 10 czerwca 1990.
Wiosną 2013 pozłocono kopułę cerkwi. W tym samym roku (prace trwały od wiosny do jesieni) wzniesiono wolnostojącą dzwonnicę, na której zawieszono 3 dzwony, poświęcone 13 października przez ordynariusza diecezji, arcybiskupa Abla. Tego samego dnia w cerkwi umieszczono – wykonaną na Ukrainie – kopię Częstochowskiej Ikony Matki Bożej. Lokalne święto ku czci ikony ustalono na 2. niedzielę października.
Parafia prawosławna w Siedlcach liczyła w 2014 r. około 60 rodzin (ok. 200 osób) i była pod względem liczebności drugą po Kościele rzymskokatolickim grupą wyznaniową w mieście.
Od lutego 2016 duchowieństwo z Siedlec opiekowało się prawosławną wspólnotą w Mińsku Mazowieckim. Święte Liturgie w tym mieście odbywały się w każdą niedzielę w mariawickim kościele Narodzenia Najświętszej Maryi Panny, przy ulicy Romualda Traugutta 17. 22 stycznia 2018 r. dekretem arcybiskupa lubelskiego i chełmskiego Abla, w Mińsku Mazowieckim została erygowana samodzielna parafia (pod wezwaniem św. Spirydona Cudotwórcy).
11 października 2020 r. nastąpiło – po zakończonym remoncie – ponowne poświęcenie siedleckiej cerkwi.

## Proboszczowie
- 1941–1945 – ks. Maksym Sandowicz (syn św. Maksyma Gorlickiego)
- 1949–1979 – ks. Aleksy Szewiel
- 1979–1993 – ks. Borys Dykaniec
- 1993–1994 – ks. Wincenty Pugacewicz
- 1994 – 2000 – ks. Mirosław Wiszniewski[6]
- od 2000 – ks. Sławomir Kochan[7]